# Daphnia brooksi
Daphnia brooksi är en kräftdjursart som beskrevs av Dodson 1985. Daphnia brooksi ingår i släktet Daphnia och familjen Daphniidae. Inga underarter finns listade i Catalogue of Life.